# Bryan Caplan
Pour les articles homonymes, voir Caplan.
Bryan Caplan (né le 8 avril 1971) est un économiste américain, professeur à la George Mason University. Il est connu pour ses travaux sur la théorie des choix publics et son ouvrage Le Mythe de l'électeur rationnel.

## Carrière académique
Caplan a d'abord poursuivi des études d'économie à l'Université de Californie à Berkeley avant d'obtenir en 1997 un Ph. D. en économie à l'Université de Princeton. Depuis, il est resté à la George Mason University où il est professeur.

### École autrichienne d'économie
Alors qu'il se considérait membre de l'École autrichienne d'économie au début de ses études, il a changé d'opinion et critiqué l'approche autrichienne. Selon lui, bien que certains économistes se réclamant de l'École autrichienne aient apporté des contributions valides à la théorie économique, celles-ci ne permettent pas d'en faire une école de pensée à part. L'École autrichienne a selon lui produit de nombreuses contributions hors du domaine économique, mais pas de résultats substantiels.

### Théorie des choix publics
La majeure partie du travail de Caplan porte sur l'économie publique et plus particulièrement sur la théorie des choix publics. Pour Caplan, la théorie des choix publics parvient à plusieurs conclusions en contradiction avec l'hypothèse de rationalité de l'électeur. Ses travaux étudient l'effet de l'abandon de cette hypothèse. Selon lui, l'irrationalité peut être considérée comme un bien : chaque individu attribue une certaine utilité à une croyance. Conserver une certaine ignorance devient alors pour lui rationnel, si bien que Caplan nomme ce concept « irrationalité rationnelle ».

## Positions politiques
Bryan Caplan est un anarcho-capitaliste et tient une FAQ sur l'anarchisme. Comme moindre mal, il soutient l'austérité plutôt que des réformes d'inspiration libérale. Il s'est exprimé en faveur d'une immigration libre.